# 吕家坨街道
吕家坨街道，是中华人民共和国河北省唐山市古冶区一个已撤销的街道办事处，2009年，河北省民政厅批复同意撤销吕家坨街道，将其所辖行政区域划归范各庄镇。